# 1. lovska eskadrilja (NOVJ)
Za druge 1. eskadrilje glejte 1. eskadrilja.
1. lovska eskadrilja je bila jugoslovanska vojnoletalska enota, ki je bila ustanovljena v okviru Kraljevega vojnega letalstva 22. aprila 1944 v Benini v Libiji. Večinoma so jo sestavljali piloti z območja nekdanje Jugoslavije.

## Organizacija
- štab
- 1. eskadrilja

- 2x skvadron

- 2. eskadrilja

- 2x skvadron

## Letala v uporabi
| Od         | Do          | Letalo               | Model |
| ---------- | ----------- | -------------------- | ----- |
| april 1944 | junij 1944  | Hawker Hurricane     | IIC   |
| junij 1944 | avgust 1944 | Supermarine Spitfire | VB    |
| junij 1944 | junij 1945  | Supermarine Spitfire | VC    |
| ? 1944     | junij 1945  | Supermarine Spitfire | IX    |